# Nāḩiyat al Mushannaf
Nāḩiyat al Mushannaf (arabiska: ناحية المشنف) är ett subdistrikt i Syrien.   Det ligger i provinsen as-Suwayda', i den södra delen av landet, 100 km sydost om huvudstaden Damaskus.
Omgivningarna runt Nāḩiyat al Mushannaf är i huvudsak ett öppet busklandskap. Runt Nāḩiyat al Mushannaf är det glesbefolkat, med 10 invånare per kvadratkilometer.